# Biała (gemeente in powiat Wieluński)
De gemeente Biała is een landgemeente in het Poolse woiwodschap Łódź, in powiat Wieluński.
De zetel van de gemeente is in Biała.
Op 30 juni 2004 telde de gemeente 5498 inwoners.

## Oppervlakte gegevens
In 2002 bedroeg de totale oppervlakte van gemeente Biała 74,99 km², waarvan:
- agrarisch gebied: 88%
- bossen: 3%

De gemeente beslaat 8,08% van de totale oppervlakte van de powiat.

## Demografie
Stand op 30 juni 2004:
| Omschrijving                   | Totaal | Totaal | Vrouwen | Vrouwen | Mannen | Mannen |
| ------------------------------ | ------ | ------ | ------- | ------- | ------ | ------ |
| eenheid                        | aantal | %      | aantal  | %       | aantal | %      |
| inwoners                       | 5498   | 100    | 2787    | 50,7    | 2711   | 49,3   |
| bevolkingsdichtheid (inw./km²) | 73,3   | 73,3   | 37,2    | 37,2    | 36,2   | 36,2   |

In 2002 bedroeg het gemiddelde inkomen per inwoner 1329,52 zł.

## Administratieve plaatsen (sołectwo)
Biała Druga, Biała-Kopiec, Biała Parcela, Biała Pierwsza, Biała Rządowa, Brzoza, Janowiec, Kopydłów, Łyskornia, Młynisko (sołectwa: Młynisko Pierwsze en Młynisko-Wieś), Naramice, Radomina, Rososz, Śmiecheń, Wiktorów, Zabłocie.

## Aangrenzende gemeenten
Czarnożyły, Czastary, Lututów, Łubnice, Skomlin, Sokolniki, Wieluń